# مایکروسافت آفیس ۴٫۲ برای مک
مایکروسافت آفیس ۴٫۲ برای مک نسخه ای از مایکروسافت آفیس برای سیستم عامل کلاسیک مک است. 
برنامه‌های کاربردی در مایکروسافت آفیس ۴٫۲:
- مایکروسافت پاورپوینت ۴٫۲
- مایکروسافت ورد۶
- مایکروسافت اکسل۴
- میل۳٫۲

## سیستم عامل
- یک کامپیوتر سازگار با سیستم عامل مک و مجهز به پردازنده ۶۸۰۲۰ یا بالاتر یا پردازنده پاورپی سی.
- سیستم عامل سیستم ۷ یا بالاتر.

بسته به نوع نصب، فضای کافی در هارد دیسک کافی است. ۱۸ مگابایت به حداکثر. ۳۵ مگابایت
صفحه نمایش رنگی ۸ یا ۴ بیتی خاکستری با رزولوشن حداقل ۶۴۰ × ۴۰۰.